# Armando Ghitalla
Armando Ghitalla   (Alpha, 1 de juny de 1925 - 14 de desembre de 2001) va ser un trompetista d'orquestra estatunidenc.
Ghitalla va néixer a Alpha, Illinois, i la seva família es va traslladar a Knoxville, Illinois, poc després de néixer. Als vuit anys, va decidir que volia tocar la trompeta. Es va graduar a la Knoxville High School el 1942 i es va matricular a la Universitat Wesleyan de l'Illinois. Va ingressar a la Marina dels Estats Units un any després. Va tocar la trompeta en una banda de ball de la Marina i mai va marxar a l'estranger. Després de la guerra, va utilitzar el GI Bill per inscriure's a la "Juilliard School of Music de Nova York". Va estudiar a la Juilliard School i va actuar a l'Òpera de Nova York, al New York City Ballet i a la Houston Symphony. Va ser membre de lOrquestra Simfònica de Boston durant 28 anys, i va exercir de trompeta principal (successor de Roger Voisin) durant quinze. També va ser actiu com a solista i va ser el primer trompetista a enregistrar el Concert per a trompeta en mi de Hummel.
Va servir a les facultats de la Universitat de Boston, el Conservatori de Nova Anglaterra, la "Hartt School of Music" de la Universitat de Hartford, el Tanglewood Music Center i la Universitat de Michigan. En el moment de la seva mort, era a la facultat de la "Shepherd School of Music" de la Rice University. Entre els molts alumnes que va tenir al Tanglewood Music Center hi havia Dennis Najoom.
Bridge Records va publicar un CD dels seus darrers enregistraments a l'agost del 2007. Inclou concerts de William P. Perry, Amilcare Ponchielli, Johann Melchior Molter i Oskar Böhme.
Ghitalla va ser un gran mentor per a molts trompetistes, inclosos Rolf Smedvig, Wynton Marsalis, Raymond Mase i infinitat d'altres. L'única manera de fer llengua única del senyor Ghitalla es deia "ancoratge" i era molt similar a l'estil de llengua anomenat "K Tongue Modified" de Claude Gordon i utilitzat per Herbert L. Clarke.
Armando Ghitalla també va ser tutor d'un dels millors trompetistes de jazz que va ser Bill Chase.